# Корнелія Паммер
Корнелія Паммер (нім. Cornelia Pammer, 9 липня 2000) — австрійська плавчиня. Учасниця Чемпіонату світу з водних видів спорту 2022, де в естафеті 4x200 метрів вільним стилем її збірна посіла 10-те місце і не потрапила до фіналу.